# Elecciones municipales de 2023 en Munguía
Las elecciones municipales de 2023 se celebraron en Mungia el domingo 28 de mayo, de acuerdo con el Real Decreto de convocatoria de elecciones locales en España dispuesto el 3 de abril de 2023 y publicado en el Boletín Oficial del Estado el 4 de abril. Se eligieron los 17 concejales del pleno del Ayuntamiento de Munguía, a través de un sistema proporcional (método d'Hondt), con listas cerradas y un umbral electoral del 5%.                                                                                                                                                                                                                                                                                                                                                                    

## Corporación Municipal

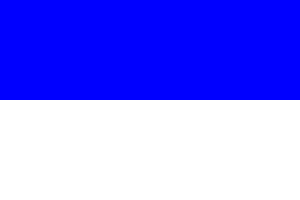
Bandera de Mungia

Escudo de Mungia

El PNV, que con 8 concejales se ha quedado a uno de la mayoría absoluta necesita al menos un voto a favor o la abstención de uno de los otros grupos políticos para poder seguir gobernando.
| Grupo político | Electos/as | N.º Concejales | Porcentaje |
| -------------- | --- | -------------- | ---------- |
|                | Alaitz Erkoreka Baraiazarra Nagore Torre Ureta Leire Bilbao Altonaga Asier Areitio Ibarluzea Iñaki Zarraga Barandika Bakarne Egia Larrauri Idurre Urresti Pellejero Markel Dominguez Uriagereka | 8/17           | 47,06%     |
|                | Ibai Alzaga Moreno Maialen Zabala Urturi Arkaitz Elortza Angulo Nile Arrieta Orue Garazi Mendoza Agirre                                                                                         | 5/17           | 29,41%     |
|                | Luis Jesús Solaun Arechaederra Alejandro Olabarria Smith | 2/17           | 11,76%     |
|                | Ekaitz Martin Bilbao | 1/17           | 5,88%      |
|                | Yoana Menchaca Sánchez | 1/17           | 5,88%      |